# Село (фільм, 2010)
«Село» (англ. The Village) — німецький англомовний фільм 2010 року режисера Роберта Зігля.

## Сюжет
За кілька днів до свого 18-річчя мешканка Берліна Кірстен Шварц дізнається від анонімного знайомого в інтернеті, що її батьки прийомні і живий її батько. Про це знала її сестра Марія, але думала, що Кірстен кругла сирота. Секрет повинен був бути розкритий прийомними батьками саме в її день народження. Вона приїжджає на поїзді в рідне місто Селмен, щоб з'ясувати причину хвилі самогубств, всі з яких вчинені дівчатами в день їх 18-річчя. Згідно з повір'ям, дівчат вбиває відьма Хепзіба, яка була страчена жителями міста в 1509 році.

## В ролях
| Актор              | Роль              |
| ------------------ | ----------------- |
| Елеонор Томлінсон  | Кірстен Шварц     |
| Крістофер Елсон    | Рафаель           |
| Фінн Аткінс        | Марія Шварц       |
| Хелен Муч          | Мелані            |
| Маркета Фрьосслова | Хепзіба           |
| Давид Бамбер       | Доктор Вагнер     |
| Мюррей Мелвін      | Бібліотекар       |
| Кевін Колсон       | Священник Раймонд |
| Кейлі Фландерс     | Амелія            |